# 国際半導体技術ロードマップ
国際半導体技術ロードマップ（こくさいはんどうたいぎじゅつロードマップ、International Technology Roadmap for Semiconductors、ITRS）は、半導体工業の専門家の集団からなる「国際半導体ロードマップ委員会（ITRS委員会）」が発行する技術ロードマップのことである。「国際半導体ロードマップ委員会」は、アメリカ、ヨーロッパ、日本、韓国、台湾に下部組織を持っており、それぞれの下部組織によって資金拠出がなされている。日本からは電子情報技術産業協会（JEITA）の半導体技術ロードマップ専門委員会が半導体業界代表として参加している。また、2001年よりロードマップを発行している。たとえば2001年に発行されたITRSは「ITRS2001」あるいは、「2001年度版国際半導体技術ロードマップ」といわれる。
ITRSおよびITRS委員会は、特定企業の営利を目的とせず将来の半導体製品に立ちふさがる技術的な障害を分析・予測して、その克服・回避を行いムーアの法則を実現するという目的を持っている。

## 内容
この文書は次の技術領域の研究の方向に関する意見を述べ、約15年先までのタイムライン、つまり技術予測、公約を含む。
- システムドライバー
- テストとテスト装置
- フロントエンドプロセス
- フォトリソグラフィ
- IC間接続
- ファクトリーインテグレーション
- 組み立てとパッケージ
- 環境、安全性、健康
- 歩留まり改善
- 度量衡学
- モデリング、シミュレーション
- 新デバイス
- 新材料

ITRSの目標の妥当性やITRSの公約は比較的守られているという考え方が支配的である。しかし、「ITRSは技術の評価のみを目的としており、個々の製品に関して商用の検討材料とはみなしていない。」などの批判もある。

## 歴史
特殊化された装置の供給者のための生産手段の前進的な具体化にともない、市場の環境を予想することや集積回路供給のための技術予測をするための明確な技術予測に対する必要性が掲げられた。数年にわたって、米国半導体工業会 (SIA)は、この点に関しての責任を果たし続け、具体的にはNational Technology Roadmap for Semiconductors (NTRS)を作成しつづけた。このNTRSは米国内向けのものであった。1998年に、SIAは、ヨーロッパ、日本、韓国、台湾の同様組織と共同して最初にInternational Technology Roadmap for Semiconductors (ITRS)を作成することにより、より彼らと緊密になった。そして、2003年度版においては、国際半導体ロードマップ委員会は、内部のワーキンググループと協働する963にもおよぶ組織をもつようになった。

## 参考資料
- Intel website,  ITRS roadmap
- SIA web site, ITRS
- 電子情報技術産業協会（JEITA）半導体技術ロードマップ専門委員会のウェブサイト（日本語）